# Laurence Ovens
Pour les articles homonymes, voir Ovens.
 (janvier 2011).
Pas d'image ? Cliquez ici

a Compétitions nationales et continentales officielles uniquement.

Dernière mise à jour le 28 janvier 2011.
Laurence William Ovens, né le 6 septembre 1985 à Bath est un joueur anglais de rugby à XV évoluant au poste de pilier au sein de l'effectif des Bedford Blues.